# Jerzy Kupiec-Węgliński
Jerzy Kupiec-Węgliński (ur. 11 lipca 1951 r. w Warszawie) – polski chirurg, transplantolog i immunolog, członek PAN.

## Życiorys
Ukończył w 1975 r. studia lekarskie na Akademii Medycznej w Warszawie, a w 1979 obronił doktorat w Zakładzie Chirurgii Doświadczalnej i Transplantologii Centrum Medycyny Doświadczalnej i Klinicznej PAN na podstawie rozprawy pt. The migration of 51Cr – and 125IUDR – labelled lymphocytes in normal rat. W 1979 r. podjął pracę w Transplant Research Laboratories w Brigham and Women's Hospital na Harvard Medical School w USA. W 1986 r. odbył roczny staż na Oxford University, a po powrocie do Harvard Medical School uzyskał stanowisko Associate Professor, a w 1997 r. profesora zwyczajnego. W międzyczasie, w 1995/1996 r., habilitował się w Instytucie Immunologii i Terapii Doświadczalnej imienia Ludwika Hirszfelda PAN we Wrocławiu na podstawie pracy pt. Terapia immunopresyjna z zastosowaniem przeciwciał monoklonalnych skierowanych przeciwko receptorowi dla interleukiny 2 (IL-2R; CD25) w transplantologii doświadczalnej. W 1997 r. został dyrektorem Dumont-UCLA Transplant Research Laboratories. Od 2002 r. jest także profesorem Uniwersytetu Kalifornijskiego w Los Angeles. W 2002 r. został doktorem honoris causa Warszawskiego Uniwersytetu Medycznego. W 2005 r. został wybrany na członka zagranicznego PAN (Wydział V Nauk Medycznych). Jest też członkiem Rady Dyrektorów American Society of Transplantation i członkiem stałym National Institutes of Health w sekcji Transplantation, Tolerance andf Tumor Immunology Study.
Jego dorobek naukowy obejmuje badania dotyczące m.in. recyrkulacji limfocytów, immunosupresji, fizjologii cytokin, tolerancji immunologicznej i niedokrwiennego uszkodzenia przeszczepów. Jego badania nad interleukiną 2 przyczyniły się do wprowadzenia nowych farmakoterapii zwalczania odrzucenia przeszczepów narządowych.
Od 1991/1992 r. jest żonaty z artystką Katarzyną Czerpak-Węgliński. Mają córkę Sophie Kupiec-Węgliński, która, podobnie jak ojciec, zdecydowała się na karierę naukową.